# 忍者と極道
『忍者と極道』（にんじゃとごくどう）は、近藤信輔による日本の漫画作品。

## 概要

### 本作の詳細
- 現代日本を舞台に抗争を繰り広げる忍者と極道を描くアクション漫画[1]。WEBアプリ『コミックDAYS』で2020年1月20より連載中。当初タイトルの読みは「しのはときわみ」だったが、読者の混乱を避けるため改題された[2]。
- 近藤にとって初の青年漫画。キャッチコピーは「決めようか、忍者と極道、どちらが生存（いき）るか死滅（くたば）るか。」。生首が飛ぶ、人体に穴が開くなどの凄絶な描写が多い。演出として、登場人物の台詞に通常とは違うルビ（例：「裏社会（ウラ）」「悪事（わるさ）」「来襲（く）る」）が数多く振られている点も特徴[1]。
- 連載決定後の2019年2月、ウェブコミック投稿サイト『DAYS NEO』で「作画コンペ」が行われ[3]、金木令が作画担当に抜擢された[4]。しかし、製作途上で金木は降板してしまい（近藤は自らに責任があると述べている）、作画も近藤が担当することとなった[5]。本作は近藤にとっては初めて重版された作品となった[6]。
- 2021年10月23日から11月14日まで大阪の画廊モモモグラにて、本作初となる原画展を開催[7]。
- 2022年1月、しばらくの間近藤の「心身のメンテナンス」を理由とした休載となることが発表されたが[8]、2023年5月1日より連載が再開された[9]。だが作者の体調の問題もあり、隔週連載となっている。
- 2025年2月、TVアニメ化が発表された[10]。

### 「外伝」の公開
- 本作の「外伝」は期間限定で公開が行われている。紙媒体ではページ数の制限があるためヒット作でない限り外伝の掲載が難しい一方、Webマンガには制限が存在せず、インターネットの特性を活かしている、と講談社の草野真一は分析している[1]。
- 『獅子の華』は『コミックDAYS』において第9話〜第13話と並行して連載された全5話の中編。昭和20年を舞台に、「暗刃」誕生秘話を描く。本エピソードは連載以前のネームの掲載の為、ペン入れが行われておらず、セリフも手書きのまま掲載された。その後、単行本第2巻発売にあたり、2020年7月6日から7月13日にかけて無料公開が行われ、後に無期限で無料公開された。
- 『最狂悪童伝ガムテ』は『コミックDAYS』において公開された短編。前後編の2話構成で、2020年10月19日の初公開後、不定期に公開されていたが、2021年10月現在ではいつでも読めるよう公開されている。本編の少し前、偉藤幽華が割れた子供達に加入するまでを描く。

## あらすじ

### 本編
1657年、明暦の大火の裏で起きた裏江戸守護番・神賽惨蔵と始祖の極道・江戸一の大任侠・幡随院長兵衛の死闘を発端とする忍者と極道の因縁は現在も続いていた。
極道は、社会から孤立してしまった人々の唯一の居場所となる一方で数々の悪事を行い、極道を滅ぼそうとする忍者から度重なる襲撃を受けてきた。竹本組“裏組長”兼“破壊の八極道”の一人「輝村極道（きむら きわみ）」は、忍者を死滅させるべく、身体能力を異常強化する“地獄への回数券（ヘルズ・クーポン）”という麻薬を使い、悪事を嗅ぎつけてやってくる忍者をおびき寄せるため都内各所で派手な騒動を起こし始める。この騒動で、法や権力に囚われず極道の悪事を阻止する忍者集団“帝都八忍”の一人が殺され、「多仲忍者（たなか しのは）」を含む同士は極道への復讐に燃える。
その一方で、表向きは高校生として暮らす少年「忍者（しのは）」と、表向きはエリートサラリーマンとして暮らす青年「極道（きわみ）」は女児向けアニメ・プリンセスシリーズの話題で意気投合し、お互いの素性が「忍者と極道」であることを知らぬままに友情を結ぶ。

### 外伝『獅子の華』
ある日、忍者が『でいびす』を訪れると、いつもとは異なる味の珈琲が出された。淹れた壊左によれば、代用食として戦中戦後に提供していたたんぽぽコーヒーだという。たんぽぽコーヒーを口にする忍者を見て、壊左は在りし日の友の事を思い出していた。
昭和20年3月。アメリカ軍と結託した極道は、東京大空襲の最中に都民を避難させようとした忍者を強襲。惨蔵と壊左を残し、全ての忍者が討死を遂げた。壊左は主犯の獅子面を被った極道に襲い掛かるも、返り討ちに遭い右眼を負傷してしまう。
月日は流れ、敗戦の末に焼け跡となった東京で、壊左は一人の男と出会う。男の名は輝村獅門。「母の珈琲」の味を求めて流離う獅門に、壊左がたんぽぽコーヒーを提供したことで、奇妙な絆が生まれる。互いの正体を知らぬまま、獅門と壊左は無二の親友となるが、互いに過酷な運命を辿ることを知る由もなかった。

### 外伝『最狂悪童伝ガムテ』
赤見原中学校の生徒会長を務める偉藤幽華は、学内有数の問題児である輝村照の奇行に困らされながらも対峙していた。建設現場の屋上、落下すれば無事では済まないであろう位置から人込みを眺め、意味不明な数値を呟く照。幽華は生徒会長としての責任感から照に安全な場所に戻るよう説得を試みるが、彼は聞く耳を持たずに飛び降りを敢行し、凄まじい運動能力を発揮してほぼ無傷で地上に降り立った。
結局、照の父である極道が学校に呼び出しを受ける事態にまで発展したが、そんな大事へ対応した事実も幽華にとってはあまり苦には感じられなかった。ついに幼い頃からの夢の実現の一歩、ロシアへのバレエ留学が叶う日が間近に迫っていたのだ。しかし帰宅した彼女に、すべてを失う悲劇と、思いもよらぬ出逢いが待ち構えていた。

## 用語解説
帝都八忍（ていとはちにん）
東京の治安を守る八人の忍者。べしゃり烏を従え、裏社会で悪事を働く極道を抹殺する仕事人。人体の能力を限界まで引き出しており、通常の銃撃程度なら素で避けられるほどの反応速度、一種の超能力、驚異的な治癒能力を持つ。その正体が仲間外に露見することはご法度となっている。
本拠地『烏合の巣』は巣鴨のとあるビルの地下に隠されており、エレベーターの1Fと2Fのボタンを同時に1秒間50連打することで直通する。
東京以外にも大阪を拠点とする浪速拾忍など日本各地に忍者の集団がいたが、破壊の八極道の1人・砕涛華虎の襲撃を受けて壊滅している。

忍手"暗刃"（しのびて"あんじん"）
極道の武装化に対抗するために戦後に編み出された現代忍者の基本技。
編み出される以前は苦無などの武器を使っていたが、太平洋戦争の影響で武器が枯渇してしまったため、極道の忍者狩りにて大敗を喫することになった経験から、「武器に頼らない」「銃器を超える速度の」無手の技が必要となった事から開発された技。
中指を頂点として人差し指と薬指、親指と小指をそれぞれ合わせ円錘状にする事で、拳速の障壁となる音速を超える際に生じる空気抵抗を極限まで細め放つ事で、音速以上の速度と貫通力を生む近代兵器以上の素手の技となった「弾丸の象形拳」。
習得には壊左が作成したカリキュラムを少なくとも2〜3年は耐え抜くは必要があるが、常人であれば9割程度が死ぬ程過酷であり、その後も日常的に型を維持する必要がある。
忍手"潰礫"（しのびて"つぶて"）
石粒などを監視カメラなどに弾き飛ばすことで痕跡を消すための技。警察からはこれによって侵入経路を消された様を獣道に例え"忍道"と呼ばれている。
忍手"影拾"（しのびて"かげひろい"）
頭に叩き込んだ建物の見取り図と気流の感触から道筋を勘で道筋を辿る技。視覚が封じられた状況でも通常と同じように行動するための技。
べしゃり烏(ガラス)
極道の悪事を収集し、忍者へ情報を人語で伝える烏達。また忍者の命によって他の忍者への伝言役としても使われる。「パネェ」「サーセン」等、ヤンキー調のスラングで喋る。
鼠坊衆(チューボーズ)
忍者たちを補佐するネズミたち。べしゃり烏同様、人語を解して忍者の命令に従い、時に大集団で協力して事に当たる。首相官邸襲撃で初登場したが、この時点ではまだ仕込み始めとのことで、爆弾の解体はできない。喋り方の特徴はべしゃり烏に近いが、命令の了解をサムズアップで示したり、女性の下着を見て喜ぶ等、べしゃり烏とはまた違うキャラ付けがされている。
極道技巧（ごくどうスキル）
得意とする分野を極め、常人では到達できない極道の“業”。

地獄への回数券（ヘルズ・クーポン）
極道側が使用する対忍者用のペーパードラッグ。「天国への回数券（ヘブンズ・クーポン）」という麻薬の改悪版。複数の麻薬と増強剤・漢方などが奇跡的な比率でブレンドされて造られている。
服用することで身体の異常活性化を引き起こし、忍者に匹敵するほどの肉体能力と視覚強化を得た上、抉れた肉体を見る間に修復する再生能力と、周辺を更地に変えるほどの爆発にも耐える外皮を得るという凄まじい身体強化を得られる。効果時間は一度の舌下接種で最低90分。なお再生能力には限界があり、重大な欠損までは再生不可能で、胃酸にも弱く一度飲み込んでしまったものを再利用する際は数瞬のみ効果が使える程度まで薬効が減衰する。効果が出ている間は両目の周りに罅割れに似た模様が浮き上がる。
人間以外の生物にも効果はあり、投与されたネズミはヒグマを倒すまでに凶暴化した。人間の限界まで身体能力を鍛え抜いた忍者には効果がない。
二枚摂取
精神と肉体が尋常ならざるレベルの者のみが許される禁断の手段。地獄への回数券を２枚同時摂取しオーバードーズすることで忍者を圧倒する程の爆発的な能力を得ることが出来るが、代償として数分後には死に至る。
忍災孤児
忍者によって寄り親である極道達を殺され、はぐれ者になった若い極道の総称。作中では夢澤に引き取られた粋田らが該当する。
MP（マサクゥルポイント）
割れた子供達特有の指数。対象の戦闘力と周囲の護衛の数と質を考慮した”殺しにくさ”を数値化したもの。割れた子供達では殺した対象のMP×約1000円で賞金が支払われている。
一般の子供は10P、一般の大人は100P、極道の構成員は500P、極道の本部長は3000P、10万超えはVIP級、昔の極道は80万P、忍者は一律100万Pが設定される。
歌舞伎町地下倶楽部
通称カブチカ。旧日本軍の軍事施設を戦後に在日米軍が秘密キャバレーに改装したが、銃乱射事件がきっかけで放棄、以降は極道の倉庫としてビジネスに活用された。現在は新宿のとある駐車場から出入りできる。
帝都高速道路
通称 帝都高。東京都周辺を巡る都市高速道路。長さは全域で337.8km。
プリンセスシリーズ
作中で17シリーズ以上放映されている女児向けアニメ。テレビ朝目系列で放送されている、西映アニメーション制作の番組。
限定商品の販売日にはグッズ販売店で長蛇の列ができるほどに人気があり、熱狂的なファン("プリオタ"と呼ばれる)も少なくない。
後述のフラッシュ☆プリンセスでは「宿敵同士の友情」「主人公の師匠を宿敵が殺す」など本編にもリンクしたストーリーが展開されている。
元ネタはプリキュアシリーズ。単行本カバー裏やおまけページには詳細な設定が記載されている。
ふたりはプリンセス
プリンセスシリーズの第1作。白と黒の魔法少女が悪と戦う。番外編にて陽日が忍者からBOX借りして視聴して楽しんでいた。
なぎ
「ふたりはプリンセス」の主人公の一人。イメージカラーは黒。陽日のお気に入りのプリンセスで、逞しく頼りになるところが忍者に似ていると感じている。
ほのほ
「ふたりはプリンセス」のもう一人の主人公。イメージカラーは白。
フラッシュ☆プリンセス
プリンセスシリーズの第6作（4代目）。「二つの正義の対立」や「容赦なく散りゆく仲間たち」など高いストーリー性で知られる。
忍者並びに極道が最も好きなシリーズで、極道が組事務所に保管していたブルーレイを視聴し、夢中になった忍災孤児トリオも本作を好んでいる。元ネタと違って、味方側の登場人物が次々と戦死している。
シリーズディレクターに師水ジョーンズ、キャラクターデザインに羅川ひさし、音楽に鷹梨靖治が務め、主役の撫子アブは王騎さなえが担当していた。
プリストロベリー/撫子アブ
「フラッシュ☆プリンセス」の主人公の一人。「漢女」と称される。互いに正体を知らないまま敵対組織の女王・ヒースと友情を深めたが、のちに激突することになる。
ヒース/東山セツ
「フラッシュ☆プリンセス」の敵組織「ソリテール」の女王。孤独から生まれる怪物たちを愛し守ろうとする。忍者と極道は彼女の熱狂的なファンで「ヒース様」と呼ぶ。互いに正体を知らないままプリストロベリーと友情を深めたが、のちに激突することになる。
本名の「ヒース」は花のエリカに由来している。
フィーリングッド♥プリンセス
プリンセスシリーズの第17作。本編時点での放送中のプリンセスシリーズで、作中でもオフィシャルショップにて主題歌が流れている描写がある。シリーズ構成の香森は作品にて女性の在り方に一石を投じる意思を示しており、賛否両論の展開が予想されている。
のろか
「フィーリングッド♥プリンセス」の主人公。変身後の名称は不明。母性溢れる性格であり、忍者は彼女がダリーヤンを癒し、改心させると見ている。
ダリーヤン
「フィーリングッド♥プリンセス」の敵幹部。主人公であるのろかと特別な因縁が示唆されている。
トロピカルンバ!プリンセス
プリンセスシリーズ18作目。本編時点では未放送で情報も一般公表されていないが、プリンセスシリーズのスポンサー企業に勤める極道はタイトルを知っており、死地に赴く忍者に次回作の存在をリークした。
デカモリパトス☆プリンセス
プリンセスシリーズ19作目で作中の再来年に当たる2022年度公開予定のプリンセスシリーズ。極道が再来年分まで完了させていた企画書に名前のみが登場。
ヒポポタマスマイク
色が熱中している乙女向けコンテンツ。元ネタはヒプノシスマイク。

## 登場人物
声の項はテレビアニメ版の声優。

### 忍者
多仲忍者（たなか しのは）
声 - 小林千晃
主人公の一人、高校生で15歳。“帝都八忍”の一人。プリンセスシリーズの熱狂的ファンであり、その縁で極道との深い友情が結ばれた。
幼い頃、一人の極道によって家族を惨殺された現場を目視してしまい、その過去によるトラウマから笑うことができなくなり、「自分と同じように極道に因って笑えない人を生ませない」という意志の下、悪事を働く極道を狩っている。笑えない事がネックで他者とのコミュニケーションに苦しんでおり、学校でも孤立していて友人がいないが、心優しい性格の持ち主。その本質を知る帝都八忍や極道からはとても大切に思われている。
他の忍者と違い特異体質は持ち合わせていないが、暗刃を極めていることからその戦闘技能は他の忍者からも一目置かれている。惨蔵からは「誰よりも貫く男」と評価されている。忍者としての仕事は小学校低学年の頃から行っていた模様で、その時すでに暗刃を習得している。
名前は生まれつきのものではなく、家族を惨殺された直後に惨蔵のもとに引き取られた際に名付けられたもの。
暗刃「愛羅穿硬」（おらせんこう）
暗刃による連打を1mmもズレず一ヶ所に叩き込むことで衝撃を蓄積し、一撃で破壊できない対象を貫く技。
暗刃「暗打豪落」（あんだごうら）
殺島飛露鬼の狂弾舞踏会を応用して編み出した技。高機能舗装を暗刃で穿ち、宙に舞った破片を自身が跳弾するかのように両手で跳ね飛ぶことで高速かつ不規則な軌道で対象に攻撃を仕掛ける。
暗刃・改「无黎破黎」（ブリバリ）
極道の使用していた化勁を見て編み出した技。一撃を与える刹那に追撃を加える瞬間連撃に加え、一撃ずつ連撃のタイミングを変えることで防御側は対応不全となっていく。
璃刃壊左（あきば かいざ）
暗刃の産みの親。東京忍者達の師匠。“帝都八忍”の第二席。94歳。
頭が切れ、惨蔵曰く「新しい事を考案する」才に長ける。普段は銀座で喫茶店「でいびす」を営んでいる。
両腕を長く自在に伸ばす異能“如意暴”を持つ。
赤坂の料亭「京兆」で極道達の大集会に強襲。多くの極道達の首を刈り取るが、“地獄への回数券”をキメた極道との一騎討ちで敗れ、最後の力を振り絞り自爆。多くの極道を道連れにするも、“破壊の八極道”らは事前に“地獄への回数券”をキメていた為全員が生き残った。遺体は挽肉にされた上で短刀を突き刺すという形で晒し物にされ、忍者への挑発に使われた。
外伝『獅子の華』では昭和20年の若かりし頃の姿が描かれ、獅門との出会いと別れ、暗刃の開眼が描かれた。
暗刃「如意暴」（にょいぼう）
両腕を自在に伸ばし扱う。射程距離は約50m。
神賽惨蔵（かさい ざんぞう）
年齢約400歳。“帝都八忍”の長。
老若男女問わず変身する変幻自在の肉体を持つ特異体質“全姿全能”を持つ最強最古の忍者。その特異体質は他の八忍の体質すら模倣可能だが、脳は模倣できない。頻繁にその姿を変えるため、八忍ですら惨蔵と認識できない場合があるが、独特の形状の瞳で判別している。
忍者としてのプライドは非常に高く、時に長として合理的かつ冷徹な判断も下すが、同時にかなりの人情家。
かなりの野球ファンであり、逢魔賀の試合は全て観戦して好きな試合は何度も観返しているほど。
江戸時代には幕府の「裏江戸守護番」として、浪人者の葛西山治（かさい やまじ）を名乗り江戸の治安を陰から守っていた。明暦2年に偶然出会った極道の始祖・幡随院長兵衛とは互いの素性を知らぬまま意気投合し、共に悪党退治をする中で友情を深める。しかし、明暦の大火の際に宿敵として再会した長兵衛を討ち取ったことで、現在まで続く忍者と極道の因縁のきっかけを作った。
外伝『獅子の華』では昭和20年の姿が描かれる。当時はパンパンに扮し、米兵らから諜報活動を行っていた。仲間の仇を討ち壊左の技を完成させるため、地上げ屋に変装し獅門に壊左抹殺を依頼する。
壱円（いちまる）
惨蔵が“全姿全能”を使用して活動している姿の一つ。警視庁警視。極道の起こした事件を調査している。
暗刃「老腕若火の帰還」(ろうわんじゃっかのきかん)
如意暴と灼華繚乱を自身の特異体質で再現し、掛け合わせた技。作中では広範囲を灼華繚乱で焼き払っていた。
神誅焔魔洞（じんちゅうえんまどう）
睡掌髑路と夢遊ナル螺旋回廊を組み合わせた催眠技。睡掌髑路により対象の意識を低下させ、覚えたての夢遊ナル螺旋回廊を効果的に使っていた。
祭下陽日（まつもと のどか）
新宿・早世大学法学部の大学生、“帝都八忍”の末席。20歳。
優しい性格で、忍者と1番仲が良い。忍者と共通の話題を持つためにプリンセスシリーズを見始め、初代のブラックを気に入る。学内ではそのルックスや私生活の窺えないミステリアスさから隠れファンが多い。
超高熱を発する特異体質“灼華繚乱”の持ち主。一瞬にして“地獄への回数券”服用者すら炎上させるほどの高熱を放ち、角質を飛ばすことで遠方の相手を焼く。また、空気を熱して浮遊・飛行も可能。
その体質ゆえに肉親からも疎まれ、預け先の孤児院の院長に裏切られて臓器を売られそうになったことで特異体質が暴走。絶望して自殺を図るも忍者に救われ、忍者にスカウトされた。
カブチカで竹本組を壊滅させ、心臓を貫かれながらも夢澤の口内から“地獄への回数券”を入手するが、駆け付けたガムテと殺島から致命傷を受ける。ガムテとの交戦を終えて己の死を宣告した忍者に読唇術を通じて“地獄への回数券”を託し、出会ってからの思い出や感謝の言葉を語り「全部伝えられた」と微笑みながら息絶える。
暗刃「灼華繚乱」(しゃっかりょうらん)
超発熱の体質を活かして超絶高熱の角質を対象に放ち、角質が刺さった対象を焼き殺す。応用として自身の高熱によって上昇気流を発生させて空中浮遊も行える。
病田色（やまだ しき）
“帝都八忍”の一人。目元を長い前髪で隠したセクシーな女性。28歳。
天才とされる斗女程ではないがIT技術に長け、高い事務処理能力を持つため、通常時は表の職業を持たず他の忍者のサポートに徹している。
元々は一般人だったが、極道の抗争に巻き込まれて両親を亡くしたことを切っ掛けに忍者となることを決意、特異体質を得るための荒行として劇物を摂取した副作用で顔の上半分が酷く爛れ、髪の毛で隠している。まだ幼かった忍者にその顔を「綺麗」と評されたことが切っ掛けで、忍者に想いを寄せるようになる。荒行における痣の治療を試みていた左虎にはその辺りの事情を全て知られている模様。
壊左殺害の犯人が、忍者のプリオタ仲間である極道だと知るが、誰にも（忍者や惨蔵にすら）知らせずに極道を殺そうと決意。殺島の帝都高暴走の際にガムテと対峙するが、忍者の卓越した視力でその場に近づいてくる極道を視認したことで動揺した隙を突かれ、極道技巧“疒”を食らってしまい敗北。死の間際極道とガムテを道連れにしようとするが、ガムテの進言によって一歩及ばず逃げられてしまう。極道らが逃走した後に駆け付けた忍者から「綺麗」と言葉をかけられ、感涙しながら息絶える。
暗刃「睡掌髑路」(すいしょうどくろ)
手の汗腺から出る特殊な香により、吸い込んだ相手を一瞬で眠らせる。眠らされた者は何があっても（死に至る状況になっても）２晩は目を覚まさない。また奥の手として全体液を香に圧縮・変換することで射程内の対象を命と引き換えに即死させることが可能。
覇世川左虎（はせがわ さこ）
“帝都八忍”の一員。常に冷静沈着な細身の美青年。喋り方は古風ながら若者言葉とドイツ語の混じった独特なもの。一人称も「左虎」。
医者にして忍者の一族である名門・覇世川家の跡取りで、表向きは聖帝大学医学部付属病院に勤務する若き天才外科医。一族の技術により、メスを使わずに高度な外科手術を行うことができる。また、毛髪を刃に変えて神速で振るい、対象を凍結させることもできる。
旧姓は邪樹で、邪樹右龍の双子の兄。迷信深い祖母から「双子は不吉な忌み子」と嫌われた事から呪血の忍者兄弟と呼ばれている。
幼少時はプロレスラー・邪樹虎龍の息子として何不自由なく育ったが、父の死を契機に親族同士の遺産争いが勃発。兄弟も伯父に殺されかけるが覇世川炸羅に助けられ彼の養子となる。
単身の技”凍剣執刀”の他、空中の水分を凍結させ右龍の電撃の媒介とする広範囲攻撃”氷帝雷公来駕”を駆使する。
救済なき医師団によるバイオテロに対し、忍者と右龍と共に本郷水運用センターに乗り込み繰田孔富と対決。弟の救援もあり優勢に進めるが、“地獄への回数券”2枚服用した孔富に圧倒されて右龍と共に瀕死の重傷を負う。心臓を潰された右龍を救う為、左虎は自らの心臓を取り出して右龍の心臓と接合させて復活させる。死に際に右龍に孔富の弱点を伝え、仲間に希望を託して死亡した。
暗刃「凍剣執刀」（とうけんしっとう）
一子相伝の秘技によって自身の毛髪を刃にすると共に、神速で振るうことで気温の急低下を引き起こし、対象を切り裂き凍結させる。
双輪 氷帝雷公来駕(ふたわ ひょうていらいこうらいが)
右龍とのコンビプレイ。広範囲の空間に冷気を送り込み、そこへ不死身の電撃漢で通電させることで広範囲の相手を感電死させる。
邪樹右龍（やぎ うりゅう）
“帝都八忍”の一員。豪胆かつマイペースな性格をした美形の大男。左虎の双子の弟で彼とは異なり、今も旧姓の邪樹を名乗っている。
表向きは六本木No.1ホストで、類稀なる男気から絶大な人気を誇る。典型的なブラコンでもあり、実家から勘当された身ながら、左虎から「愚弟」呼ばわりされつつも、恥ずかしげもなく「お兄ちゃん」呼びしながらよく行動を共にしており、左虎との兄弟関係は良好そのものである。
骨密度が人間の域を超え、常人の数万倍の強度を持っており、物体を殴りつけることで圧電効果による電撃”不死身の電撃漢（ふじみのエレキマン）"を放つ。
本郷水運用センターでの繰田孔富との戦いで心臓を潰される重傷を負うが、左虎の心臓を移植・接合させられて復活。左半分の髪の色が兄と同じ色になり、冷気と電気を組み合わせて超電導を操れるようになった。リニアモーターカーのような超高速で移動し、電撃の威力もアップしている。当人曰く「軽自動車にV型8気筒載せたみてー」。
暗刃「不死身の電撃漢」(ふじみのエレキマン)
超骨密度の骨に暗刃で人外の圧力を加えることで圧電効果によって発生した電気を地面に打ち込むことで周囲の対象を感電死させる。
　暗刃「不死身の電撃漢　直撃」(ふじみのエレキマン　チョク)
　上記の電撃を指先一点に集中させ、食らわせた相手を文字通り消し炭にする。
暗刃 異形「血風怒涛剛雷漢」(ビリビリクラッシュメン)
「不死身の電撃漢」の射程外となる空中にいる敵に対し、自らの血液を相手に浴びせて電流の道を作り、電撃を浴びせる派生技。
雄鷹斗女（おだか とめ）
“帝都八忍”の一員。世界的企業のCEOから「100年先の頭脳」と絶賛される天才少女。見た目は10代前半ぐらいだが、言葉遣いはやや訛りがあり、人前で寝転がって放屁したり、対峙した極道の女性を"チャンネー"と呼ぶなど、実年齢と外見に開きがあることをうかがわせる言動が散見される。
仕事で米国に行っていたが、色からのメールを受け取った後、世界的企業に自分の開発成果を全て譲り渡し、漫画やアニメの美形キャラクターを模して作った人型ロボット集団”忍巧美男衆”を率いて日本に到着、首相官邸に乗り込んで「割れた子供達」の掃討を開始する。
両手両足は機械化しており、ロケット噴射で飛行、暗刃の形で発射するロケットパンチ“完全無敵乙女砲（ラブずっきゅん）”で敵の首を刈る。自分の足で移動することは緊急時以外ほとんどなく、美形青年２人組“お兄ちゃんズ”の肩に乗っていることが多い。
幼い頃、極道の強引な地上げ活動（ダンプカーで自宅に突っ込まれる）のせいで両親と兄2人を亡くした。自身は兄2人に抱きかかえられたおかげで一命は取り留めたものの、両手両足を失った上に損傷した臓器類の大半を移植等によって補わなければならないほどの重傷を負った。
忍巧美男衆（テクノビダンズ）
斗女が従える機巧人形たち。斗女の人類史上最高性能の脳髄によって、百体を超える全機が個別かつ同時に脳波でコントロールされている。すべてアニメや漫画のイケメン兄弟キャラを模しており、原作通りの会話も可能。ただし、戦闘手段はモデルとなったものが何であろうとすべて暗刃。黒髪スーツ姿の"お兄ちゃんズ"には原作キャラはなく、斗女の側近的立ち位置で、彼女を肩に乗せて移動する。
暗刃「完全無敵乙女砲」(ラブずっきゅん)
サイボーグ化した手を暗刃の構えで撃ち出すことで強烈な推進力を得る、忍者版ロケットパンチ。
美男抱擁（ビダンボックス）
“お兄ちゃんズ”と自身に瓜二つの特製ロボを囮にし、破壊された“お兄ちゃんズ”の胴体の中に格納された本体が奇襲する現代版身代わりの術。
忌井魎斉（いまい りょうさい）
帝都八忍と縁深い“浪速拾忍”の頭目を務める西日本最強の忍者。外見は青年だが実年齢は高いらしく、璃刃や覇世川兄弟の父・炸羅とは面識がある。祖父の代に帝都から暗刃を教わり、恩義を感じている。
総理官邸でのテロ後に覇世川兄弟から助力を請われるが、魎斉以外の浪速拾忍は砕涛華虎に皆殺しにされており、唯1人逃げ延びた魎斉も左腹部を失う程の重傷を負っていた。何とか歩けるまでには回復したが戦闘は無理だと兄弟の要請を断り、上方忍の立て直しに専念する。
覇世川炸羅（はせがわ さくら）
元・帝都八忍で左虎と右龍の義父、故人。覇世川家の先代当主で聖帝大学医学部付属病院に勤務していた。左虎と右龍が任務で操田美伴の麻薬の製造施設を襲撃した際に現れた砕涛華虎から二人を守るために戦うが殺される。

### 極道

#### 破壊の八極道
輝村極道（きむら きわみ）
声 - 小西克幸
主人公の一人。“破壊の八極道”の一人。推定29〜30歳。髪で隠しているが、側頭部に大きな傷跡がある。
表向きは玩具会社「ダイバン」の企画部長というエリートサラリーマン。裏では音羽組傘下二代目竹本組“裏組長”、割れた子供達創立時のメンバーで当時のMPは80万。中国拳法の心得があり、短刀と銃の扱いに長ける。また、部下の極道技巧を使用することもできる。“地獄への回数券”の元締め。
人心掌握術にたけ、目的の為なら手段を択ばない悪のカリスマ。極道を「世を外れ社会から孤立した者達の生きる寄る辺」と考えており、“孤独な者”を排除する現在の社会の破壊をもくろみ、“短刀”“銃”“麻薬”による打倒忍者を誓っている。一方で、家庭環境と事故が原因で感情の起伏が常人から大きく逸脱しており、人間らしい感情を感じることがなく、極道仲間であろうと共感しあえる人間がいない。そのことを隠し表向き自分を偽り続けているため、本心を曝け出せずにいる。なお、情や仲間意識自体はあり、夢澤や殺島の死を悼んだり、彼らの計画がうまくいったときのための祝いの席を予約していたりと、「全ての孤独な者の力になる」という想いは本物。
プリンセスシリーズの熱狂的ファン。その縁で忍者との深い友情が結ばれた。中でも『F（フラッシュ）』のダークヒロインであるヒースが大好きで、孤独な怪人を愛し守ろうとしている彼女に自分と忍者を重ねている。何に対しても芯から感情が動かないはずだったが、忍者といる時のみ心から笑ったり、つられて涙を流するなど、人間的な情緒が生まれている。年の離れた彼を友達として本気で大切に思っており、自らの命運を左右する希少な“地獄への回数券”すら「君が危機に陥った時に使うんだ」と譲り渡している。
ガムテとは複雑かつ劣悪な「親子」関係で繋がっており、あくまで「ビジネスライクな取引をする上司と部下」または「師弟」として接している。その一方、本人は一切気が付いていないが、ガムテとの歪な関係を続けた影響により、僅かながらも本来の感情（主に怒りと哀しみ）を取り戻している。
赤坂で東京中の極道を扇動し、忍者狩りを行おうとするも壊左により皆殺しにされるが、忍者を挑発すべく討ち取った壊左の遺骸を挽肉にする。その後は主に裏方に回っており、生前夢澤が嫌っていた今の歌舞伎町を爆破し死者8万人超の崩落事故を引き起こし、殺島の望む帝都高暴走のための極道車をわずか数日で3万台用意するなどしている。「割れた子供達」の総理官邸襲撃に巻き込まれた際は、ガムテの悪意を評価しながらも「このタイミングは0点だ」と告げ、自らの生存と忍者を守るために行動を開始し、忍者との共闘等を経て瀕死のガムテの前に現れ、末期の言葉で忍者の正体を知らされる。この事件後にダイバンを退社、最後の仕事は再来年度のプリンセスシリーズの企画書であった。以後、地下に潜り忍者や忍者への敵対行動を開始する。
刺青は彼の理想像である「地球をブッ壊すシヴァ」。
夢澤恒星（ゆざわ こうせい）
二代目竹本組組長で、極道の側近。“破壊の八極道”の一人。“仁義の大侠”の異名を持つ巨漢。38歳。怪物揃いの八極道の中では自他ともに認める凡夫にして最弱だが、極道からは「だからこそ彼が忍者を殺せれば極道の勝利に希望が灯る」と期待されていた。
その怪力は容易に人の首を引き抜くほど。義に篤く部下想いで堅気の人間は殺さない事を信条としているが、敵に対しては子供が虫を殺すが如く躊躇なく行う残虐性を持つ。趣味はEテレの理系番組視聴。また製菓にも長けており、手作りチョコはゴディバより美味いと組員たちから好評である。刺青は愛と家庭円満の象徴である愛染明王。
自分より後から見習いとして入ってきた極道の知性とカリスマに惹かれ、数年前より組の実権を譲り支えている。極道の無感情について理解したうえで彼を尊敬している。
忍者達をおびき寄せるために在日米軍の施設跡地“歌舞伎町地下倶楽部”（カブチカ）で極道に反目する半グレやヤクザを殺害していたが、忍者の襲来を察知して忍災孤児トリオを逃がした後に陽日により舎弟共々火だるまにされた後、腹を貫かれ瀕死の重傷を負うが、直前に殺害していた者達の血の池で消火し、自身に刺さっていた角質から陽日の能力を解析する。反撃の為に瀕死の状態から意識を取り戻すため切腹、それに動揺した陽日に組み付いた舎弟全員の命と引き換えに極道からの誕生日プレゼントの短刀で陽日の胸を貫くも、同時に陽日の暗刃によって首を狩られ、在りし日の歌舞伎町での初代組長と舎弟達の幻影を見ながら満足げに息絶えた。
彼の死後、極道は忍者との帝都高のドライブ中に、夢澤をフラッシュ☆プリンセスの敵幹部オトコングに例えて「私には出来過ぎた仲間だった」と語っている。
極道技巧「進撃の極道電車道」（しんげきのヤクザライナー）
タフな肉体を活かし決して止まらず真っ直ぐ進むというシンプルな技。通常時でも何発もの拳銃弾を受けながらも意に介さず相手を一撃で倒している。
殺島飛露鬼（やじま ひろき）
元“暴走師団『聖華天』”初代総長。現・講談會傘下長沢組若頭。39歳。“破壊の八極道”の一人。"暴走族神"の異名を持つ。
絶世の美貌と絶大なカリスマ性を持ち、聖華天が解散した後も黄金時代を忘れられない大人達の心の拠り所となっていた。自身の戦闘力としては八極道の中では下から二番目だが、そのカリスマ性は群を抜いている。背中の刺青は自身が率いていた暴走師団聖華天の名と燃え盛る帝都高の路線図。また、聖華天幹部たちと同じタイミングで自身の陰茎に「暴走族神」のナイフ疵を彫っている。
暴走の際には気合い入れの為、有刺鉄線を鉢巻のように巻き、特攻服の内側には大型リボルバー拳銃を何丁も吊るしている。
聖華天が解散した後は長沢組に就職、順調に成績を伸ばして25歳で本部長の地位まで伸し上がり、当時付き合っていたノリカと結婚し愛娘の花奈を授かるが夫婦間の齟齬により離婚。親権は妻に取られ、元妻は自身の上司である長沢組組長と再婚したが、程なくして忍者による強襲にて組長と元妻は死亡、その際の混乱に因る組員の流れ弾で花奈を喪う。以降数年に渡り酒浸りの日々を過ごしていたが、その辛さを払拭できず黄金時代を夢見る中、極道と出会い「全て忍者が悪い。忍者をブッ殺そう」と持ち掛けられ承諾、復帰して若頭まで伸し上がった。上述の娘との経緯もあるのか、ガムテのことを非常に可愛がり、彼にも懐かれていた。
蒲田の多摩川河川敷から2万の仲間と共に帝都高への暴走を敢行し、池袋にて忍者と相対する。地の利を活かした”狂弾舞踏会”で忍者相手に善戦するも、”暗打豪落”により左腕を失う。さらに”世界の終わり”での奇襲も失敗し、諦めと笑みの混じった表情で首を狩られた。
死後は愛する花奈のいる天国に向かう道もあったが、「悪いことしたら責任取らないと」という意志の下、聖華天の皆と地獄の底まで出発していった。最期まで仲間を愛したその心を、極道はフラッシュ☆プリンセスの敵幹部ヤンキラーに例えて「ドブネズミより美しい」と称えた。
極道技巧「狂弾舞踏会」（ピストルディスコ）
初めて披露した時は拳銃の二連射を的確に跳弾させ弾丸同士をぶつけ合うことで自動車の燃料タンク内で火花を起こし、爆破させた。本人曰く「跳弾芸の初歩」。
主戦場である帝都高の高機能舗装上で真価を発揮し、破片を作りやすい舗装の特性を利用して宙に舞った道路の破片に銃弾を跳弾させることで三次元かつ複雑な銃撃を行える。
世界の終わり
拳銃をこめかみに当て自殺するように見せかけ、頭蓋骨の中で跳弾した弾が眼を突き破って発射され油断した相手を撃ち殺す。
ガムテ / 輝村照（きむら てら）
声 - 上坂すみれ
極道の息子。推定15〜16歳（本編の３年前時点で中学1年生のため）。未成年の少年少女だけで構成された殺し屋集団「割れた子供達」のリーダー。MPは本編の3年前の時点で53万。忍者との決戦に二枚摂取をし、5分という時間制限と引き換えに MP 1000万を超える実力を持つことができた。その際、他の’’割れた子供達’’の能力を使用することができる。破壊の八極道”の一人。“殺人の王子様”の異名を持つ。刺青は割れた子供達のシンボルのガムテープが巻かれた両手ピースサインの髑髏。
戦闘時は髪や顔中にガムテープを張り付け、ズボンの上から裾がボロボロなプリーツスカートを履いている幼い外見の少年。その姿はフラッシュ☆プリンセスの敵幹部ガキミーラに酷似している。当初は短刀の二刀流（両手とも逆手）を武器にしていたが、左手を失ってからの帝都高での戦闘では短刀をガムテープで留めた双刃刀「Wドスドス」を獲物としていた。帝都高での戦闘の色の抵抗に因って「Wドスドス」はその場で放棄し、以降は短刀一本でのスタイルに切り替えている。
性格は軽率かつ幼稚に見えるが、相手の油断を誘うために道化を演じており、本質はかなり冷静で観察眼が鋭い。「心が壊れた子供の味方」を自称し、「高価な大人」の殺害を楽しんでいる。学習能力や閃きには優れており、戦闘中に狙って筋繊維の隙間から内蔵へ短刀を刺せる、無呼吸で30分程度なら活動できる等、超人的な技能も持つ。代償としてか脳が異常を起こしており睡眠を自発的に行えず、正常に睡眠できるのは舞踏鳥が添い寝するときだけ。
極道からは認知されておらず、ただの雇用関係。本人も極道を父親と見なさず、母親と自分を見捨てた男として殺す機会を探っている。母親からは幼い頃から鼻と口をガムテープで塞がれた上で蹴られる他、挙句去勢までされる壮絶な虐待を受けており、真っ当な愛情を殆ど与えられていなかったが、ミイラ化した母親に楽し気に話しかけるほど母への愛は大きい。
「割れた子供達」以外には敵対的に振舞うことが多いが、母親と同様に「大人であることによる苦しみを持つ人間」にあたる聖華天のメンバーには好意的に接していた。また、殺島のことは"兄チャン"と呼び慕っており、彼の遺体を見つけたときは本気で号泣していた他、殺島の死後も彼への敬愛を抱き続けていた。
カブチカに突然現れ、殺島と共に瀕死の陽日にとどめを刺す。その後駆け付けた忍者の右目の辺りを斬りつけ傷を残すも、同時に暗刃で左手を切り落とされてしまい、さらに歌舞伎町崩落に巻き込まれるが生還。その後、自分がいると分かっていながら歌舞伎町を崩落させた極道を殺す為の「社会科見学」として殺島の帝都高暴走に同行し、遭遇した色を「痛覚と共に研ぎ澄ました感受性」だけで仕留めている。
帝都高暴走で「総理官邸で忍者と極道を殺す」計画を思いつくが、決定打が見つからず悩んでいたところに忍者が読書感想文コンクールの総理大臣賞に選ばれ極道もその授賞式に参加することを知り、「割れた子供達」全員を引き連れて官邸襲撃を決行する。
「割れた子供達」の幹部達が次々と忍者に殺され、一番信頼して爆弾の護衛を任せていた舞踏鳥の死を察知したことで、残る仲間達に遊び半分の殺戮から本気の殺戮への切り替えを指示するも、忍巧美男衆の登場でそれも望めなくなったため、せめて忍者の殺害だけでも成就しようと、"地獄の回数券"を2枚口に入れて忍者と対峙する。幹部達の幻影に後押しされながら忍者を追い詰めるも、忍者の実力をわずかに上回れず、両手両足を暗刃で切断され倒れる。2枚摂取の副作用で死が迫る中、目の前に立った極道に忍者の正体を語り、その瞬間の極道の表情に歓喜を覚えながら死亡した。
死の間際、自分たちが割れなかった"もしもの未来"を夢想するが、その光景は自分と仲間たちがままならない現実に直面しながらも平和な世界でそれぞれの夢のために前を向いて生きていくというものであり、ありふれた平穏に憧れ仲間たちの幸福を心から夢見ていたことが描かれている。自分たちの現状を悲しげに「そういう生き物になっちまった」と表現し、危険も顧みずに手を差し伸べてくれる大人を嘲ることが出来ず「遅いよ」と弱々しく漏らすなど、狂気に満ちた振る舞いの裏では自分たちの現状を嘆いており、その狂気は悲惨な過去や罪悪感に苦しむ仲間たちに寄り添うためのものでもあった。
極道技巧「疒」（やまいだれ）
手持ちのドスで対象の肝臓の一部を切り裂き、その後少しだけずらす。その後対象は瞬く間に末期の肝臓癌や肝不全と同じような症状になる。
繰田孔富（くりた あなとみ）
"怪獣医"の異名を持つ闇医者。白黒半分に分けた白衣を着用し、左右非対称な見た目に大きく裂けた口、八極道で一番の巨体である異様に長い胴体をした、怪物のような風貌の人物。オカマ口調で話し、極道のことを「ダーリン」と呼ぶ。巨大特撮ヒーロー番組ネビュラマンの大ファンで、特に怪獣達の異形の姿に憧れている。フラッシュ☆プリンセスの敵幹部ドクイーンに似ている。
"麻薬学の父"と謳われた闇医者、繰田美伴の双子の弟。表社会では大リーガー・逢魔賀広偉の故障を治療して復帰させた『オーマガ術式』を始めとする数々の革新的術式を発明。多くの人々を救った名医として有名で、左虎も「最も尊敬する」医者と言っており彼の著書を持っていた。しかし現在は闇医者に転落。兄が作った天国への回数券を改悪して地獄への回数券を発明し、廃墟のような建物で闇病院を運営して極道の治療をしたり、麻薬の製造を行なっている。彼の病院では一般病院では絶対使わない違法薬物も、気軽に処方している。
敬愛する兄と同じく「この世はみんな病んでいる。表向きは元気でも法など守っていては救えぬ心で溢れている」と考えており、全てを壊して全てを救うべく東京各地の浄水場を占拠し、特別に濃度を上げた天国への回数券をぶち込み、全東京を麻薬漬けにするバイオテロを行う。麻薬水の効果は忍者の解毒力さえ通じない程に強烈で、忍者達を大幅に弱体化させた。
怪獣への憧れから自身の肉体を強化改造しており、唾を吐くだけで忍者を弾き飛ばし、惨蔵が放った炎を一息で吹き消す。関節を操作し、あり得ない方向に体を曲げることも可能。
水運用センターの決戦では左虎・右龍兄弟と対戦。2対1で圧倒されるも、地獄への回数券2枚服用で強化してからは逆に圧倒し、右龍の心臓を潰して、左虎に致命傷を負わせる。しかし瀕死の弟を救おうとする左虎に自身の過去を重ねて止める事が出来ず、右龍の蘇生を許してしまう。復活した右龍には限界を超えた地獄への回数券4枚服用で挑むも敗北。首を落とされても諦めなかったが、右龍がネビュラマンの「鎮魂の技」ネビュリウム光線の構えを取り、怪獣を称えた事に満足して死を受け入れた。
死の直後、過去へ遡る夢を見て、道を踏み外しそうになった部下達を救う。そして自分の真の望みが「部下達が外道に堕ちる前に救いたかった」事だと知り、迎えに来た兄と共に死の世界へ歩いていった。
極道技巧「驚躯凶骸」（メルヴェイユ）
孔富の上半身に、美伴の首から下の肉体を移植したことによる四腕二足の異形の肉体。あらゆる身体機能、内臓機能が常人の倍であり、人知を超えた様々な攻撃を繰り出すことが可能。さらにその構造故、ガムテが最終局面で使用した「地獄への回数券 二枚服用」を用いても、寿命を削るリスクが無い。孔富の肉体が関節の動作方向等を無視して異様な方向に曲げられる現象の正体。
極道技巧「咲き乱れよ乙女たち」(フラワーズ・オブ・ロマンス)
小腸で生成されたメタンガスを、常人の倍の肺活量をもってして吐き出し、歯を火打石の原理で打ち鳴らして着火することで発射する火炎放射。左虎の分析では陽火の「灼花繚乱」の火力には及ばないが、威力は十分な上に連射も可能となっている。
極道技巧「六足六速」(ヘヴンズ・ドライブ)
六本の手足を駆使した、忍者の認識すら凌駕するほどのスピードによる高速移動から繰り出される連続攻撃。孔富曰く「蜚蠊の加速と百足の機動力を併せ持つ」とされ、質量のある分身を作り出すほどのスピードを誇る。ただしそのスピード故急停止が出来ないという弱点がある。
極道技巧「生命の技巧」(アート・オブ・ライフ)
孔富が誇る「最終極道技巧(ファイナル・ゴクドウ)」。4本の腕で相手の四肢を固定し、2本の足のすさまじい脚力で空高くジャンプした後、体勢を入れ替えそのまま真っ直ぐに地面へと叩き付ける大技。
砕涛華虎（さいとう はなこ）
"忍殺番長"の異名を持つ筋肉質な男。両腕の小指は覇世川炸羅との戦いで失っている。背中の入れ墨は天に突き出された拳。
第二次大戦後から日本各地に現れては忍者を殺し回っていた、年齢不詳にして最強の極道。「忍者殺すは我が人生!!!」と言い切り、極道達が恐れる忍者に単身で挑む。覇世川兄弟の父2人も殺害しており、忍者達からは神出鬼没の災害として語り継がれている。戦闘狂でもあり、強者と認めた男と戦うために極道らしく"恐喝"ることも辞さない。
天国への回数券を用いなくても大爆発の衝撃を耐え抜き、覇世川兄弟の氷帝雷公来駕も通じない強靭な肉体の持ち主。忍者との戦いを望む戦闘狂である一方、極道の命令には従う従順さと冷静さを持ち合わせている。
極道技巧「照拳」（しょうけん）
打撃の瞬間に爆発を引き起こす秘拳。10年前に覇世川炸羅との戦いで小指を失ったことで会得した。
MAYA（マヤ） / 蟲原真夜（こはら まや）
八極道の紅一点にして、"殺戮歌"の異名を持つ世界的な歌姫。極道を自分の「推し」と語る。
表社会でも裏でも有名な超一流の歌手だが異常なまでに引っ込み思案で、自己評価も低い。ただし「華虎と十回戦った場合一度も勝てはしないが、数度相討ちに持ち込める」と豪語できるくらいの実力はある。普段はゴミ屋敷と化した自邸に引き籠もっている。
幡随院（ばんずいいん）
斑顔の青年。殺島亡き後の極道の運転手を務める。他の八極道と違って極道世界での知名度は無い。
過去に惨蔵に殺されたらしいが、総理官邸での戦いで姿を見せる。惨蔵と同じく「なんでもできる、なんでも成れる」との事で、べしゃり鴉や鼠坊衆を掌握して初期から忍者の諜報活動を封じていた。

#### 竹本組
初代組長
10代の頃、当ても無く歌舞伎町を彷徨っていた夢澤を拾った組長。顔に大きな傷がある小柄な男性。孤独な無法者たちに慕われる大任侠として知られる。製菓が得意でおはぎをエサに夢澤に仕事にハッパをかけており、夢澤はそれを引き継いでいた。
国会議員の一家を拉致し殺害していた現場で忍者による襲撃を察知し、真冬の深夜に「スイカを買ってこい」と無理難題を若き日の夢澤に命じ、その場から逃がした後、忍者により殺害された。
捨松（すてまつ）、佐吉（さきち）
竹本組組員。左目に傷がある方が捨松、角刈りで髭を生やしている方が佐吉。夢澤とはほぼ同期で、国会議員一家襲撃現場では夢澤と共に組長に逃がされた仲。先代亡き後は夢澤の舎弟として組を支える。カブチカで陽日を迎え撃つも一瞬にして火だるまにされ、舎弟たちと共に「男結塔」を作り出し息絶える。
名前と経歴は作者のTwitterで判明。
粋田恵介（いけだ けいすけ）
夢澤が育てている忍災孤児の少年。極道が事務所に保存していたブルーレイボックスを見ていたことから『F（フラッシュ）☆プリンセス』のファンで、プリバナナこと祈流が大好き。将来は竹本組を仏茶・高志と共に3人で組長をすることを目標にしており、ニセ電話詐欺などの末端悪事を手伝っている。
忍者の襲来を察知した夢澤によりカブチカから逃がされ、出入り口である地下駐車場で忍者と遭遇し、忍者からは殺人未経験と見抜かれて見逃されそうになるも、夢澤を守るため“地獄への回数券”を服用して立ち塞がった。その際、腰に吊り下げたキーホルダーからプリオタ（プリンセスファン）同士と分かり、短時間ながら心を通わせるも、お互いの譲れない者のため相対する。当初こそ“地獄への回数券”と極道技巧“鉄腕男志”で忍者と拮抗するも、寸分違わず放たれた暗刃”愛羅穿硬”の前に両腕と首を切断され、絶命した。死後、忍者からは「愛すべき“強敵（とも）”だったぜ」と言葉を手向けられた。
刺青は背中のドラゴンボールと両腕から両胸へかけての二匹の竜。
極道技巧「鉄腕男志」（てつわんだんし）
両腕のみだが夢澤以上の耐久度と攻撃力を持つ。地獄への回数券使用時であれば暗刃の直撃にも耐え、ボクシングヘビー級チャンプの百倍程度の破壊力を持つ。
仏茶（ブッチャ）
忍災孤児トリオの一人。太め。『Fプリ』ではプリグレープ派。
存在しないスポーツドリンクを調達するようウソを言った夢澤によりカブチカから逃がされるも、すれ違った際にぶつかったガムテを子供扱いしたため殺害される。
高志（タカシ）
忍災孤児トリオの一人。長身。『Fプリ』の主人公・アブちゃんことプリストロベリーが好き。
恵介・仏茶共々夢澤により逃がされ、仏茶と同行するも、同様に子供扱いしたためガムテにより殺害される。

#### 暴走師団 聖華天（せいかてん）
90年代末期に結成された最悪の暴走族。数々の抗争を勝ち抜き全日本の暴走族を統一し10万人超の規模となったが、同時期に復活した忍者の襲撃により5万人の犠牲者を出したことで文字通りの”半殺し”により解散されている。旗のシンボルは燃え盛る帝都高の路線図。
α/有羽汰駆（ありは たく）
元・聖華天副総長。胸元に自ら彫った「α」のナイフ傷がトレードマーク。39歳。殺島とは中学時代からの付き合い。
投資詐欺に遭って１億円の借金を作り、愛想を尽かした嫁が浮気相手と駆け落ちして自殺を考えていたところに暴走族神からの召集を受けた。
市川から１万の仲間と共に帝都高への暴走を敢行し、葛西にて右龍と相対する。地獄への回数券による強化によって右龍の初撃を躱し一撃を与えるものの、逆に自らの拳を砕かれた後"不死身の電撃漢"に因って周囲の仲間諸共感電するが立ち上がり、聖華天を潰した忍者への恨みと聖華天が潰されて以降の"大人"の日々の惨めさを殺島に救われた感謝を言放しながら右龍へ殴りかかる。しかし逆に右龍により首を狩られ、青春を過ごした帝都高で死ねることを殺島に感謝しながら息絶えた。
極道技巧「仏破砕拳」（ブッパブロウ）
暴走族拳法の奥義。その一撃で吹き飛ばした人員輸送車の車体はクレーター状に破壊され、中心に拳の跡がくっきり残るほどの威力がある。
Σ/師隈殴偉人（しくま ないと）
元・聖華天副総長。 左目に被さるよう自ら彫った「Σ」のナイフ傷がトレードマーク。39歳。殺島とは中学時代からの付き合い。
聖華天解散後は極道ドラフトを経て極道になるが、成果を出せず破門。現在は保険会社のダメセールスマンで、上司や同僚から馬鹿にされ罵倒される日々を送っていたが、暴走族神からの召集を受け、直後に暴言を吐いてきた上司をボコボコにして退職する。
川口から１万の仲間と共に帝都高への暴走を敢行し、レインボーブリッジで左虎と相対する。背後の極道車の断面から左虎を剣豪と判断し斬りかかるも、”凍剣執刀”により左半身を切断され全身を凍結される。全身の氷を砕いて刀を杖代わりにし、聖華天が潰されて以降の"大人"の日々の惨めさを殺島に救われた感謝を言放しながら左虎へと斬りかかり、最後は左虎の手で首を狩られた。青春を過ごした帝都高で死ねることを殺島に感謝しながら息絶える。
極道技巧「官憲斬棄」（ポリストラッシュ）
現役時代にパトカーを100台程斬り捨てて鍛え上げた暴走族流剣術の奥義。一太刀でパトカーを綺麗に両断する威力を持つ。
Ω/逢魔賀広偉（おうまが ひろい）
元・聖華天特攻隊長。799本塁打という大記録を挙げ、国民栄誉賞授与が検討されているニューヨーク・ドンキーズ所属のメジャーリーガー。35歳。殺島達に出会ったのは小学生の時。自ら彫った左頬の「Ω」と、Ωの左の横棒から右頬まで顔を横断するナイフ傷がトレードマーク。
聖華天解散後は殺島、α、Σとは異なりスカウトを受けたものの極道にはならずブラブラしていたが、街角のテレビで見たメジャー本塁打王の王・キングに刺激を受け翌日単身渡米。野球未経験ながらトライアウトを一発パスし、現在の地位を勝ち取った。しかし、5年前に病気の少年を勇気付けるためホームランを打つという約束を交わし果たしたものの、少年がそのまま死んでしまったことで野球への情熱を失っていた。800本塁打を迎えようとしていた打席の直前、Σの国際電話で暴走族神からの召集を知り試合を放り投げで帰国した。
松戸から１万の仲間と共に帝都高への暴走を敢行し、霞ヶ関の総理官邸前で惨蔵と相対する。約束をしながら亡くなった少年・ブライアンの姿に化けた惨蔵から野球への愛を取り戻すよう説得を受けるが、黄金時代を忘れられず拒否。決裂の末「野球への愛を取り戻した上で殺す」為に王・キングに化けた惨蔵との憧れの名選手と帝都高での命懸けのバッティング勝負を行いながら、いじめられっ子だった小学生の頃から殺島らに付いて行ったことで「帝都高での暴走」と「憧れの王・キングとのバッティング勝負」という二つの夢を叶えられたことを感謝しながら打ち合ったバットを弾き飛ばされる。惨蔵の「野球は最高じゃろう？」という一言に純真な笑みで応え、惨蔵の渾身のスイングでその首は大気圏外まで飛ばされた。
極道技巧「黄金の旋風」（おうごんのかぜ）
本塁打数799のフルスイングから繰り出される旋風。普通の人間であればバットの直撃で頭部を砕かれ、場外ホームランのように高速道路から吹き飛ばされる。直撃を受けずとも同様の威力のスイングがぶつかり合った余波で人を弾き飛ばす程の風圧を発生させている。

#### 割れた子供達（グラス・チルドレン）
2000年代初頭に社会問題となった未成年の凶行に目を付けた極道によって結成された殺し屋集団。メンバーは全員未成年の少年少女で構成され、加入前に全員何かしらの理由で「心を壊された」経験がある。コードネームは「なりたかったもの」をそれぞれがつけ、ほぼ全員が加入前に着ていたと思しき学生服や運動着を着ている（割レンジャーのみ、５人お揃いのパーカーを着ている）。墨極道を壊滅させた実績がある。メンバーが成人した場合、リーダーと戦い命を落とすか、他の極道組織に移籍するかの選択を行う。
舞踏鳥（プリマ）/ 偉藤幽華（いとう ゆか）
ガムテから「大臣亡き後のオレの右腕」と評価されている幹部。推定17〜18歳。冷静沈着な長い黒髪の美少女。ガムテの母親の面影があるため、ガムテを寝かしつけることができる。殺戮活動時はトウシューズを履いており、ガムテがいない場合はメンバーたちの司令塔を務める。卓越した表現力で相手を幻惑しながら蹴り殺す戦法を取る。
外伝『最狂悪童伝ガムテ』でその過去が語られている。当時ガムテの通っていた中学の生徒会長で、バレエ留学を幼い頃からの夢としていたが、叶う直前に引きこもりの兄が天国への回数券と各種薬物を買い込み続けたことで家が破産し、両親も兄に殺された。絶望の末、怪物となり果てた兄を殺すと同時に自殺するため、極道の代紋狩りをしていた兄がガムテのターゲットとなっていたことでその協力を得て初の殺人を行い、割れた子供達に流されるまま加入した。自分に怨敵の兄の止めを刺させてくれたことや、殺人者と化した自分に割れた子供達という居場所を与えてくれたことで、ガムテには心から感謝しており、彼に深い愛情（恋心）を抱いていた。
首相官邸では爆弾本体とタイマーを守る役目を担う。現れた極道に大ダメージを与えるも、捨て身の戦法で口の中の地獄への回数券を奪われ形勢が逆転、完全回復した極道に片足首を切断される。それでも果敢に攻撃を試みたが、首を落とされると同時にタイマーの線も切断され爆弾爆発を阻止された。忍者の素性をガムテから聞いていたが敢えて極道には教えず、最後は選択次第であり得たかもしれない未来を夢に見ながら息絶えた。
極道技巧「夢幻燦顕視」（むげんさんけんし）
地獄への回数券で強化された表現力により、バレエのテーマである幻影（「白鳥の湖」ならば視界を覆いつくす無数の白鳥）を相手に見させることができる。
黄金球（バロンドール）
ガムテの左腕を自称する幹部。皮膚の色が濃く大柄な少年。屈強な肉体とサッカーボールを武器に用いる。軽薄なノリで舞踏鳥に度々アプローチをかけるが、軽くあしらわれている。
周囲を盛り上げる明るい性格ながら、何かと他人を妬んでは彼に八つ当たりする実母と暮らしていた。実母の「父はサッカー選手」という言葉を信じてサッカーに熱中し続けたが、プロサッカーチームのジュニアユースからの誘いを実母に勝手に断られてしまう。挙句の果てには、実父はサッカー選手ではなくクラブで引っかけた黒人であることが明かされると同時に、実母が「これからもお前の幸せの邪魔をしてやる」と宣言したことで、実母は救いようのない醜悪な人間であることを痛感し絶望、衝動的に自らの足技で実母の首をへし折り殺害した。割れた子供達への加入後も、度々過去のトラウマのフラッシュバックにより絶叫することがあったが、同様に発狂じみた叫びを上げるガムテに相対することで「自分だけではない」と感じて落ち着くようになり、ガムテへの信奉を深めた。
忍者と極道には手出ししないようガムテに言われていたが、合流した忍者と極道に敢えて戦いを挑む。壁や床も破壊できるボール技で二人を攻撃するが、極道が自身の右腕を犠牲にボールを止めた上、消火器で煙幕を張った中で忍者との連係プレイを実行したため、自身の首を落とされる。しかし彼は残った肉体だけで最後の悪足掻きとして忍者に蹴りを放ち、窓外へ突き落した。薄れゆく意識の中、やれる限りのことをやり遂げたという達成感の元、舞踏鳥への純粋な想いや、ガムテへの感謝と愛情を胸に笑顔で息絶えた。
極道技巧「蹴球地獄変」（ビバ・ラ・ファンタジスタ）
特製のサッカーボールと地獄への回数券で強化された脚力から放つシュートはコンクリートも穿つ穿孔力と正確無比なコントロールを併せ持つ。
天使（アンジュ）、毒（ブス）
幹部。ガムテの命令によりコンビを組まされた少年と少女。互いに憎まれ口ばかりを言い合うが、抜群のコンビネーションを発揮する。MPは天使は1186500、毒は1183900。
天使は容姿端麗で、言動は女子そのものだが実は男。自身の美貌に目を付けた実父に性的虐待を受け続け、14歳の時に嫉妬した実母が実父を殺害した直後に彼自身も殺されかけたが、実母を返り討ちにしてしまい、逃亡して現在に至った。加入後は一日数回の入浴を毎日行っており、仕事着として白いセーラー服を着用している。機関銃を武器とするが、狙撃は得意でないらしく撃ちすぎて原形を留めないほど相手を破壊しがち。極道技巧は”妖精通信”。
毒はボーイッシュな女子であり、陰険な雰囲気と荒い男言葉が特徴。元は美少女だったが、浮気相手の子ではと疑った実父に薬物をかけられたせいで顔半分と頭皮の半分が爛れている。事情を知らない他人からあらぬ悪評を立てられ続け、14歳の頃にその容姿により近所の悪ガキどもから理不尽な暴力を受けて返り討ちにし、逃亡して現在に至った。加入後は文句を言いながらも天使の相棒をしている。割れた子供達の殺戮活動時はガスマスクを着用し、背負ったタンクから液状の毒物”超酸”を散布して相手を溶かす。極道技巧は”彷徨える厄い弾丸”。
単身の右龍と遭遇し、”不死身の電撃漢”などの攻撃は”妖精通信”ですべて回避、”彷徨える厄い弾丸”で有利に進めていたが、右龍は合流した左虎との合体技”氷帝雷公来駕”を放つ。逃げ場がない攻撃をまともに食らった天使は、右龍に首を落とされ、寸前で天使に殴り飛ばされて直撃を免れた毒は、超酸を噴射する装置に氷を詰め込まれて攻撃できず、左虎に首を落とされる。顔の美醜に人生を翻弄された2人は、顔（首）がなくなった自分達を見て、笑顔になりながら逝った。
極道技巧「妖精通信」（ムシノシラセ）
天使の極道技巧。地獄への回数券により高めた危機察知能力によって、「自分に降りかかる危険=怖いもの」を怪物として視認（予知）し、回避に役立てる。
極道技巧「彷徨える厄い弾丸」（さまよえるヤクいだんがん）
毒の極道技巧。超酸を銃弾などにかけて弾丸の形を変えることで空気抵抗を変え、軌道を自在に操る。天使とのコンビネーション技として用いる。
攻手（アタッカー）/タカヒロ、司令（オーダー）/ヒデユキ
幹部。巨漢で剛力だが盲目の攻手と、視覚・聴力に優れるが四肢を失っている司令の幼馴染コンビ。MPは二人とも1058788。
普段は司令が乗った車椅子を攻手が押し、殺戮活動時は攻手が司令を背負ってガムテープで固定している。攻手は極道技巧“剛拳巨砲主義”、司令は極道技巧“箱庭覗聴”の使い手で、二人だけが知る暗号「4つの2桁数字」により、司令が目標の位置を正確に攻手に伝えて攻撃する。
かつては2人とも、親に望まぬ将来を押し付けられながらもプロゲーマーになることを夢見る少年であった。実力も高く、FPSにて「4つの2桁数字」を活かすことで海外のプレイヤーと対等以上に渡り合うほど。しかし、スポンサー提携の条件として提示された大会の前夜、自らの夢が親にバレ、タカヒロは空手家の父に殺されかけ、ヒデユキはヒステリックな母親が自殺未遂を引き起こす。それでも夢を諦め切れず自転車に乗って家を飛び出したが、東京に向かう途中で交通事故によりそれぞれ眼と四肢、そして夢見た理想の未来を失う。退院後は互いの両親を殺し回り、タカヒロの父親を殺した直後にガムテと大臣にスカウトされ割れた子供達に加入した。
首相官邸襲撃にて屋上から階下の惨蔵に対してAPFSDS連射による狙撃を敢行するが、その貫通孔を“全姿全能”によって赤子と化した惨蔵に通り抜けられて接近戦に持ち込まれ、首を狩られた。死に際、攻手が司令の重みを感じ取れなくなり錯乱したが、惨蔵のさり気ないフォローにより互いの存在を目の前に感じ取り、2名とも安らかに逝った。
極道技巧「箱庭覗聴」（ブラックボックスプロビデンス）
司令の極道技巧。地獄への回数券に因って強化された聴力を駆使して、建物の外に居ながらにして建物内の人間の人数・位置関係を正確に把握することが出来る。
極道技巧「剛拳巨砲主義」（ごうけんきょほうしゅぎ）
攻手の極道技巧。司令に指示された位置へ拳に因る射出で正確無比にAPFSDSを打ち込むことが出来る。
偉大（グレート）、美男（カサノバ）
新人コンビ。偉大のMPは2021。総理官邸に爆弾を設置していたところを剣崎に見つかり、口封じのために手に掛ける。
その後トイレで極道と遭遇し、その正体が自分達の雇用主と知らずに殺そうとするが、話をしている内に打ち解け（これは極道の策略）、油断したところで返り討ちに遭う。
拳闘大帝（パウンドフォーパウンド）
メンバー。MPは10252。プロボクサーになって後楽園ホールで試合をするのが夢だったが、親がカルト宗教にはまったことで現在に至ったという。
首相官邸にて急ぐ忍者と遭遇、パンチをクリーンヒットさせて脳震盪を起こさせる。しかし、脳震盪は早期決着を優先した忍者の演技であり、トドメのカウンターで首を飛ばされた。
割レンジャー
メンバー。MP不明。小学校低学年と思しき児童5人で結成されているスーパー戦隊をモデルとしたチーム。ガムテの熱烈なフォロワーで、彼と色違いのパーカーを着て同じ箇所の歯を折っている。割れた子供達の中では最年少で、ナイフを武器とする。
元は貧民層出身の少年達で、半グレを後ろ盾とするDQNの高校生達から暴力や桁違いの金銭要求を受け、「生き延びる」ために殺人を犯した過去を持つ。そのため、当人達は「悪い奴らをやっつける正義のヒーロー」を自称していた。
総理一行に襲いかかり窓香、四刃、レジーの順で仕留める。しかしその後、全員”忍巧美男衆”に首を落とされた。
ユリ、リリィ
メンバー。MP不明。ナイフを武器とするギャル二人組。黒髪ツインテールがユリ、金髪ゆるふわヘアーがリリィ。中学生の頃に２人を脅迫した上に淫行を働いた男性教師を協力して殺害した過去を持つ。
首相官邸の門の前で機動隊員達の首を落としていたが、頭上を飛び越す”忍巧美男衆”に対応できなかった上、ユリは”お兄ちゃんズ”に、リリィは斗女の”完全無敵乙女砲”により首を落とされた。
大臣（ダイジン）
割れた子供達の前リーダー（ガムテの前任者）にあたる少年。本編では既に忍者に殺されているため故人となっており、ガムテの回想や幻覚で登場している。
極道の命令によりガムテを割れた子供達のメンバーとして迎え入れたことを機に、ガムテの親友となっていた。また、リーダーの座をガムテに譲っており、殺されるまでは彼の右腕ポジションを務めていた。
自転車王（アルカンシェル）、大女優（アカデミー）、菓子姫様（パティシエール）、喰帝（フードファイター）
大臣およびガムテの直属の部下だったメンバー。本編では全員既に忍者に殺されているため故人となっており、ガムテの回想や幻覚で登場している。

#### 救済（すくい）なき医師団
孔富が率いる闇医者集団。孔富と同じく、全員が白黒でセンター分けした髪と白衣を着ている。既存の極道勢力のような雑兵的な部下はいない。
艶道（エンドウ）
外科医。孔富の側近を務める眼鏡の青年。かつては若き天才外科医「赤毛の天才医（レッド・ジャック）」として、将来を有望されていた存在だった。彼が医師になった理由は、将来五輪に出る夢を持っていた妹・小夜子を、脚部に出来た肉腫で亡くしており、彼女のような人間を一人でも多く救うため。ある日、彼女に似た風貌で彼女と同じ病気を持ち彼女と同じ志を持った患者・みきこと出会う。上層部からは足を切断する以外にないという判断を突き付けられるが、艶道は彼女がもう一度自分の足で走るという夢を叶えるために、日々職務をこなしながらその治療法を探していた。やがて、これなら助かると確信を持った治療法を以て、上層部に無断で手術を行うがその最中に止められてしまい、謹慎処分を言い渡される。さらに、治療法を探っていた時期に疲労を誤魔化すために麻薬に手を出していたことで警察にマークされてしまい、彼らから逃亡している最中に車椅子に乗ったみきこと遭遇。その足は既に切断されており、みきこから「嘘つき」と罵倒された艶道は、彼女や後を追ってきた警官諸共トラックにはねられて瀕死の重傷を負う。死にかけていたところを孔富に拾われ、「救済なき医師団」のメンバーとなった。
総理官邸ではガムテを倒した後で動けなくなった忍者に適切な治療を施しているが、この時は彼が忍者であることは知らなかった。その後、東京水道局の戦いでは再び忍者と邂逅、互いに改めて敵と認識したうえで戦いに身を投じる。自身の極道技巧で忍者を手玉に取り、彼の利き腕の筋組織を断裂させるなど戦いを有利に進める。しかし忍者の策で天国への回数券が大量投入された水道局の配水池に彼諸共に落とされて極道技巧を封じられた上、断裂した筋組織を固結びして動くようにするという荒業を用いた忍者に不意を突かれて喉を突き破られる。敗北を確信した彼は天国への回数券の成分表を託し、己の心中を吐露するも忍者からその想いを認められ、かつて死なせた患者のみきこの名を呟きながら最期の時を迎えようとしたが、その最中に突如乱入してきた華虎に首をはねられて死亡した。
忍者からは「優しい」と評され、「麻薬による救済」を真の救済ではないということを理解していた。
極道技巧「黒旋術式　壱ノ型」（シュトゥルム　ディ・エアステ）
素早い手刀で空気を裂いて、「カマイタチ」のような気流を作り出し、敵を切り刻む見えない「風の刃」。
極道技巧「黒旋術式　弐ノ型」（シュトゥルム　ディ・ツヴァイテ）
壱ノ型で放つ際に精製された風の刃を、自らの周囲にも同時に発生させることで、近づいてきた相手を切り刻む「風の自動防御」。
極道技巧「黒旋術式　終末型」（シュトゥルム　ディ・レッテ）
周囲の塵等を取り込んで、切れ味を極限にまで引き上げた風の刃。その性質故、気流が黒い風のように見える。
歪罹井（エリイ）
産婦人科の看護師。医師団の紅一点。病気により不妊になって以降、患者である妊婦の気持ちを知りたいという理由で寄生虫を体内で飼い始める。病院では助産を担当していたが、自分が取り上げた子供達が悉く不幸な目に遭わされた末に早世したことを知り、子供達をこの世に生まれてこさせたことに対する罪悪感から薬物に溺れる。後に警察の摘発から逃亡していたところを孔富に拾われた。
葛飾区K浄水場に強力な天国への回数券を大量投入していた際、現われた斗女と交戦する。"孕みの蟲髑肢"でお兄ちゃんズと斗女の手足や首を落としたが、"美男抱擁"によってお兄ちゃんズの内の一人の胴体に隠れていた本物の斗女に背後を取られ、不意打ちで首を落とされる。それでも寄生虫達が斗女に攻撃を仕掛けたが、斗女は寄生虫達が伸び切った瞬間を狙って歪罹井の首をその腹に打ち込み、寄生虫も死滅。歪罹井はその際に生まれてくる子供の気持ちを理解し、絶命した。
極道技巧「孕みの蟲髑肢」（サンディ・サンディ）
体内で飼っている寄生虫が彼女の腹を破って外に現れ（"地獄への回数券"を服用していれば傷は治る）、自らの意志で相手を攻撃する。暗刃「如意暴」並の破壊力と射程を持ち、人間以上の再生能力を持つ。
美陀（ヨシダ）
精神科医。眼鏡をかけカイゼル髭を生やした紳士風の男。かつては患者の心の闇に引きずられて病んでいく同僚を見てきた経験から、あえて患者に寄り添わないスタンスを徹底することで多くの患者を社会復帰させてきた名医だった。共に暮らす母親だけが唯一の心の支えだったが、認知症を患い別人のように変わり果ててしまった事実に絶望し、母親の首を絞めて殺害してしまう。その後、「現代の医療で救済えぬ心を救済いたい」という願望を孔富に気に入られ、医師団に引き入れられた。
埼玉県A浄水場に強力な天国への回数券を大量投入していた際、現われた惨蔵と交戦する。"夢遊ナル螺旋回廊"で惨蔵を完全な催眠状態に落とし、忍者の情報を聞き出そうとするが、惨蔵が遡った記憶が江戸時代の出来事であることに驚愕し、即座に殺害しようとするものの、惨蔵によって逆に催眠術にかけられて己の過去を引き出され、自身の望んだ結果として自分の首を捻じり切って果てた。
極道技巧「夢遊ナル螺旋回廊」
意識に作用する特殊な音程やリズムを自身の言葉に乗せることで、話しかけた相手を意のままに操る催眠話術。
叛巻（ホンマ）
内科医。常に冷静沈着で、医師団に入る前からの付き合いである嫌慈の指導役を務める。かつては山奥の僻地にある村の診療所に、医師不足で悩む村人を救いたいという一心で赴任に志願。自身を慕って医師となった嫌慈と共に、村で医療活動に従事することになる。当初は人々の救済になれることを励みにしていたが、突如として村を襲った流行り病に村人が次々に亡くなっていき、その遺族に嫌がらせを受けるようになったことで嫌慈共々精神を病んでしまう。ある日往診に出かけた隙に、嫌がらせ目的でボヤを起こそうとした村人が爆発事故を起こしてしまい、村全体に火災が広がる大惨事となってしまう。嫌慈の言葉により村へ戻ることをやめ、村人を、村人の心を救えなかった後悔の念を抱きながら逃亡生活を送る中、二人のことを調べた医師団に引き取られた。
本郷水運用センターで嫌慈と共に忍者達を迎え撃ち、右龍と交戦する。極道技巧を利用したヒット＆アウェイ戦法で右龍を翻弄し、出血多量に追い込んで討ち取ろうとするが、人知を超えた骨密度を誇る右龍の血液製造力に驚嘆することとなり、空中から攻めようとするも右龍の「血風怒涛剛雷漢」を浴びてしまう。全身が黒焦げになりながらも最後の一撃を叩き込もうとするが、「不死身の電撃漢　直撃」を喰らって敗北。嫌慈共々最後まで人々の救済を思いながら、灰となって息絶えた。
極道技巧「花葬拳」（ロージア）
強力な指突で相手の血管に空気を詰まらせ、爆発させる技。急所を狙わない限り一撃の威力はそれほど大きくないが、回数を重ねることで相手を出血多量による失血死に追い込むことも可能。
嫌慈（ケンジ）
看護師。文京区・本郷水運用センターにて忍者・左虎・右龍を迎え撃つ。
初手で地獄への回数券を2枚服用して突撃し、左虎の”凍剣執刀”によって断首されるが、残された身体は膨らみながら忍者らに向かって行き、最後には地獄への回数券に耐え切れなかった身体が爆発四散することで"疫爆飛"を忍者達に食らわせ果てた。梅田駅では叛巻の指示の元、分厚い鉄筋コンクリートの床を蹴りぬく程の力を持っていたが、実力は「救済なき医師団」中最弱。
元は叛巻によって病気を治してもらった患者であり、医療の偉大さを実感し5年を掛けて看護師免許を取得し、叛巻の下で働き役に立ちたいとしていた。その後本当に医師となり、叛巻と共に僻地の村での医療活動に従事するようになる。流行り病への恐怖からくるストレスを自分たちへの嫌がらせとしてきた村人たちが、自業自得ともいえる末路を辿った際は、なおも彼らを救おうとする叛巻に対し「もういい」と涙ながらに訴え、彼と共に逃亡生活を送った末に医師団に加入した。
極道技巧「疫爆飛」（ヤクブットビ）
自身に保菌した極道科学が産んだ新種のボツリヌス菌の亜種を地獄への回数券で強化し、爆発四散した血液を介して飛沫感染させることで忍者らの視力を奪った。細菌自体は超偏性嫌気性の為、空気中では５秒で死滅するが忍者の優れた肉体でなければ死は免れない模様。

#### 塵芥芸者衆（じんかいげいしゃしゅう）
MAYAが率いる一派。大衆に対する極大な憎悪を持ち、人類全滅を目指す芸に生きる集団。表向きは全員極道の息がかかった芸能事務所「ラコンタ」に所属。
王塚刺花（おうつか シゲ）
表向きはMAYAのプロデュースも行うマネージャーというポジションにある人物。
アコースティックギターを用いて、音色を聞いた人物をそれぞれのトラウマを再現した異空間に閉じ込める極道技巧を持つ。
虚珠健也（こだま けんや）
杖を突いた禿頭の老人。モノクロ映画の時代から活躍する凄腕の殺陣師として名を馳せている。
極道技巧「斑紋演舞」（はんもんえんぶ）
殺陣師としての経験を技巧として昇華させたもの。演じた剣豪になりきった上で「本当ならこんなこともできたんじゃないか」といった憧れが加えられている。
演目「伊東一刀斎」
大瓶の中に入った賊を瓶ごと斬り捨てた逸話から「それ以上の物も斬れたにちがいない」というアレンジが入っている。
演目「沖田総司」
天然理心流の突きで「なんでも斬り払える」というアレンジが入っている。
演目「宮本武蔵」
不特定多数の一般人に対して使用。一乗寺下り松での吉岡一門のようだと評している。
演目「柳生十兵衛」
殺陣師を目指すきっかけとなった剣豪。
若草SIS（わかくさシス）
日本一のアイドルグループ。
哭邑あーや（なかむら あーや）
若草SISのセンター。愛称は「地球の中央（センター・オブ・ジ・アース）」。
渇畏ジュミ(かわい じゅみ）
若草SISのメンバー。愛称は「束縛不能の萌々天使（アンチェイン・プリティキューティー）」。
嶽澤香（たけざわ かをり）
若草SISのメンバー。愛称は「大いなる慈母神（バブミー・ベイベー）」。

#### その他の極道
幡随院長兵衛（ばんずいいん ちょうべえ）
江戸一の大任侠。部下を殺された怒りで明暦の大火を巻き起こし、惨蔵と世紀の一戦を交えた侠客。惜しくも敗れて瀕死の重傷を負い、強敵にして盟友だった水野十郎左衛門に介錯を行わせた。
実は惨蔵とは友人だった。互いの本名と身分を隠してはいたが非常に気が合い、互いに「伊太さん」「山さん」と呼び合っていた。惨蔵からは「我が生涯最高の親友にして最凶の宿敵」とされて彼の心に刻まれている。なお2人が出会った際の展開は忍者と極道の出会いと全く同じである。
流島椿沙（ながしま つばさ）
構えをとらず顔面に構えられた拳銃の引き金より速く反応し、サラシに挿した拳銃で相手の眉間を打ち抜く早撃ちの“極道技巧”の持ち主。
忍者たちをおびき寄せるため東京都知事を拉致し、SPを全滅させたが、駆け付けた忍者の手によって部下諸共その首を刈り取られることになった。
魔津田黒雨（まつだ くろさめ）
弾丸をも斬って落とす極道技巧“極道居合”の使い手。強面だが、敬愛する組長の教えで少しは人に好かれるように常に笑顔を浮かべている。極道に関しては「界隈で評判は高いが、いけ好かない相手で信用ならない」と評しており、与えられていた『地獄の回数券』も千切り捨てていた。
人身売買を行っていた組長は忍者に惨殺されており、忍者を誘い出し恨みを晴らすためには極道も嫌悪するほどの悪事が必要と考え、多数の女性を拉致監禁して『天国の回数券』で薬漬けにし強制的に売春させていたが、忍者の強襲により部下共々抹殺された。モーニング出張版読み切りでは、極道と話を合わせるため、プリンセスシリーズの勉強にプリンセスストアに立ち寄っていたところ忍者に声を掛けられ、仄かな友好を結んでいた。
刺青は胸元の「断」の一文字と半分に分かれた般若の面。
極道技巧「極道居合」（しんでもらいます）
至近距離から発射された銃弾すら切り払い、一瞬で首と頭を両断する神速の居合術。
繰田美伴（くりた びはん）
"麻薬学の父"と謳われた闇医者で、繰田孔富の双子の兄。
幼少期は気弱だった弟と違って粗暴な人物で、孔富が不良になりかけた時は彼を徹底的にブチのめして「真面目に勉強でもしてやがれ!!」と言い捨てて失踪。それから10年間、裏社会で麻薬の販売、製造を行なっていた。
言動は荒っぽいが実は弟思いで、両親の遺産を使い込んだ叔父に代わって孔富の医大の学費を払っていた。彼の想いを知った孔富は麻薬の製造を手伝う事を決め、兄弟で協力して「天国への回数券」を作り出した。
早々に腹を決めて極道の世界に染まった孔富と違って常識的な面があり、孔富に己の悪行が知られた時は警察に自首しようとしたり、「麻薬は救済だ」と言って弟を気遣っていた。
多くの治験者を死なせた結果、八忍になったばかりの左虎・右龍兄弟の襲撃を受ける。当時、大学生で下働きをしていた極道に助けられたが、脳の1/3を失う重傷を負う。瀕死状態で錯乱した美伴は弟への愛情と怪獣への憧れを言い残した。この遺言は孔富を狂気の復讐鬼に変えて、遺体は孔富の胴体と結合された。
足立のジョー
華虎の側近。割れた子供達の拳闘大帝が憧れていた伝説のプロボクサー。かつては筋肉質で体格もいい青年だったが現在は共に細っている。
村松蜜弘（むらまつ みつひろ）
男羽會傘下村松組組長。故人。ラコンタグループ前社長。極道からは極道御曹司と呼ばれていた。忍者に殺されている。

### 桜賀第一中生徒会OB
名前は『ドキドキ!プリキュア』の主要人物に由来する。
愛多間七（あいだ かんしち）
内閣総理大臣。「みんなの笑顔を守る」ことを第一に置く、高潔で懐の深い政治家。少年時代から道義心にあふれ志が高く、仲間たちの精神的支柱だった。
歌舞伎町崩落に際し、テロを視野に入れて調査を行わせる。聖華天の事件の際は、惨蔵を忍者と認識し、短いながら会話を交わす。後にレジーの依頼を果たすためにお忍びで外出中、忍者と出会い、プリオタの仲間入りをする。
仕事で学生読書感想文コンクールの審査で忍者の感想文が東京代表であったことを知り、総理大臣賞を与えて総理官邸に招くが、不運にも極道と忍者を同じタイミングで殺したいガムテと、VIP級のMPを手に入れられるチャンスを得た割れた子供達に利用されることになる。
桜賀第一中学の仲間達を失いつつも事態収拾に向かうが、ガムテの指示で忍者に隙を作るための囮にされ、その最中忍者が忍者だと知る。忍者が”疒”から回復するまでの時間稼ぎのため、忍者の持っていた”地獄への回数券”を口に入れてガムテに立ち向かう。
総理官邸占拠事件が落ち着いた後、惨蔵との日忍首脳会談で極道によるテロへの対応のために対等の要請を願い、これを惨蔵が了承した事により”日忍同盟”を成立させた。
聖川蘆花（ひじりかわ ろか）
内閣官房長官。
総理官邸が割れた子供達に制圧され、美容師の凶刃から愛多をかばい逃がすことに成功、感謝の言葉を述べて息絶える。
四刃有数（よつば ありかず）
経団連会長。割レンジャーに襲われ首を狩られ死亡。
剣崎真虎（けんざき まこ）
警視総監。帝都高で起きた暴走のやり口が20年前に聖華天が行っていたものと一致したことから、今回の暴走も聖華天の仕業と断定する。
その後、桜賀第一中生徒会OBが総理官邸で集い、警備のために一同と別行動をとる中で偉大と美男のコンビが本命の時限爆弾を設置している場面を目撃、致命傷を負う。目の前に居たネズミに最後の力を振り絞って救援を要請し息絶える。
窓香荒来（まどか あぐる）
統合幕僚長。割レンジャーに襲われ、その一員に首を狩られ死亡。
レジー・ナッシュ
米国大統領。中指を立てるFサインを使用することから自己中大統領と呼ばれる。
愛多、聖川、四刃、剣崎、窓香らとは中学の時からの友人。海外のプリオタ。プリアクオスが推し。割レンジャーに「本場のファック」を食らわせて右目を潰して一矢報いるが、その一員に首を狩られ死亡した。

### その他の人物
小池屋百合亜（こいけや ゆりあ）
東京都知事。孫娘と共に椿沙に拉致されるが、忍者に救出される。そのあと首相官邸の襲撃事件にも遭遇し、「私厄年かしら」とぼやくが気丈に振る舞う。
傍田（おかだ）
壱円の部下。チャラ男風の若い刑事。壱円を「マルさん」と呼んでいる。
幡随院弧屠（ばんずいいん こと）
『F（フラッシュ）』全50話・劇場版の脚本を書いた天才脚本家。
『F』クランクアップ後、自宅の火災に巻き込まれて死亡。その死体には壮絶な打撲傷が残っていた。享年27歳。
王・キング（ワン・キング）
ニューヨーク・ドンキーズのホームラン王で、Ωの憧れの選手。
一本足打法（フラミンゴ）と呼ばれるバッティングで799本塁打という大記録を成すがΩがメジャー選手になる前に引退している。彼とホームラン王を競い合うのがΩの夢だった。
奇斑离倫（きむら りりん）
ガムテの実母。故人。その遺体はミイラになってガムテの家のソファに置かれている。
元は「性を極めし娼界の女帝」と呼ばれた伝説の娼婦。公私合わせて10年で5000人もの男と淫行を行った。舞踏鳥に似た絶世の美女だったが、性根は悪かったようで、14歳の極道とも強引に肉体関係を持った。
ガムテを出産後はパトロンの支えを受けて母子で「幸せな」暮らしを送っていたが、加齢と性格の悪さから次第に見捨てられ、困窮と孤独に心身を病んだ。急死する前、ガムテに対してヒステリックに当たり散らした挙句、「ガムテープで鼻と口を塞いで蹴る」「瓶で頭を殴る」「股間を切断する」などの壮絶な虐待を加えていた。その虐待の際、「あの男の汚い血を全部出して死ね」などと罵ったことを起因に、ガムテは「父親の殺害」を決意した。
邪樹虎龍（やぎ たける）
帝神プロレスに所属していたプロレスラーで左虎と右龍の実父。故人。テレビでの試合を観て興が乗った華虎の挑戦状を悉く断っていたが、「了承しなければ息子二人を殺す」と脅迫されて受けざるを得ない状況に追い込まれ、対戦の結果屠られた。華虎によるとトップ100にランクインするほどの名試合だった。
脚本家
本棚に囲まれた部屋で、帝都八忍と破壊の八極道の殺し合いを観察する男。顔は不明だがシルエットは破壊の八極道の1人・幡随院に酷似している。
忍者と極道の殺し合いが自分の脚本通りに進むことを望んでいるが、脚本にない出来事が起きても喜ぶ。

### 外伝オリジナルの登場人物
輝村獅門（きむら しもん）
『獅子の華』オリジナルの登場人物の1人で、『でいびす』を訪れた青年。獅子を思わせる風貌の気さくな男で、語尾に「よう」を付けることが多い。貧しい家庭に育ち母が1度だけ淹れてくれた珈琲の味を求めて旅を続けていた折、壊左と出会い無二の親友となる。
その正体は講談会（単行本では講男會）の殺し屋。東京大空襲における忍者狩りでは100名以上の忍者を虐殺している。
生来の共感覚により味覚が発達していており、極道技巧“超絶対味覚”により50m四方の人間の感情を読み取ることができる。この技巧により二丁の機関銃を手足のように操り、死角にいる相手もたやすく討ち取る。
地上げのために壊左を殺さねばならない状況に陥り、友情と任務の狭間で苦しみながらも壊左討伐の為に赴く。超絶対味覚で壊左を追い詰めたが、ある計略により怯み、飛び交う銃弾の軌道から暗刃を考案した壊左により撃破された。
輝村清一（きむら せいいち）
『獅子の華』オリジナルの登場人物の1人で、獅門の一人息子。その正体は、本編に登場する輝村極道の父。
偉藤優一朗(いとう ゆういちろう)
『最狂悪童伝ガムテ』オリジナルの登場人物で、偉藤幽華＝舞踏鳥の兄。元は喪男にあたる男性で、両親に「勉強したら幸せになれる」と教えられ学術に没頭したが、受験失敗による挫折を痛感したことや、運動部に所属していた者達のみが女子にモテていたことから「筋力こそが正義」という思考に変質し、家族の資産を無理矢理浪費し「天国への回数券」と各種薬剤のブレンドを発明、増強ドラッグを生み出した。極道の代紋を集めることに固執して、極道を一晩で20人殺害する程の事件を起こしたため、グラスチルドレンに彼の殺害依頼が出されることになった。
実は、彼自身が制作したミックスドラッグが後の「地獄への回数券」の原型となっている。

## 受賞
- WEBマンガ総選挙2020 第9位[21]
- このマンガがすごい!2021 オトコ編・第8位[22]
- 次にくるマンガ大賞2021 Webマンガ部門第10位[23]
- 第6回アニメ化してほしいマンガランキング 10位[24]

## 書誌情報
- 近藤信輔 『忍者と極道』 講談社〈モーニングKC〉、既刊15巻（2025年5月14日現在）
  1. 2020年4月8日発売[25]、ISBN 978-4-06-519365-5
  2. 2020年7月8日発売[26]、ISBN 978-4-06-520098-8
  3. 2020年10月14日発売[27]、ISBN 978-4-06-520852-6
  4. 2021年1月13日発売[28]、ISBN 978-4-06-521835-8
  5. 2021年2月10日発売[29]、ISBN 978-4-06-522201-0
  6. 2021年7月14日発売[30]、ISBN 978-4-06-523455-6
  7. 2021年10月13日発売[31]、ISBN 978-4-06-524976-5
  8. 2022年1月12日発売[32]、ISBN 978-4-06-526450-8
  9. 2022年4月13日発売[33]、ISBN 978-4-06-527483-5
  10. 2022年9月14日発売[34]、ISBN 978-4-06-529056-9
  11. 2023年1月11日発売[35]、ISBN 978-4-06-530297-2
  12. 2023年10月11日発売[36]、ISBN 978-4-06-533107-1
  13. 2024年6月12日発売[37]、ISBN 978-4-06-535861-0
  14. 2024年11月13日発売[38]、ISBN 978-4-06-537366-8
  15. 2025年5月14日発売[39]、ISBN 978-4-06-539489-2

## テレビアニメ
2025年10月より日本テレビにて放送予定。

### スタッフ
- 原作 - 近藤信輔[12]
- 監督 - 渡部穏寛[12]
- シリーズ構成 - 大知慶一郎[12]
- キャラクターデザイン - 松竹徳幸[12]
- 制作 - スタジオディーン[12]

### 放送局
| 放送期間     | 放送時間 | 放送局     | 対象地域   | 備考 |
| ------------ | -------- | ---------- | ---------- | ---- |
| 2025年10月 - | 未発表   | 日本テレビ | 関東広域圏 |      |